# Danílovka (Primórie)
|  | Per a altres significats, vegeu «Danílovka». |

Danílovka (en rus: Даниловка) és un poble del krai de Primórie, a l'Extrem Orient de Rússia, que en el cens del 2010 tenia 523 habitants.